# Markel Susaeta
Markel Susaeta Laskurain (* 14. Dezember 1987 in Eibar) ist ein ehemaliger spanischer Fußballspieler.

## Karriere
Markel Susaeta hat den bewährten Karriereweg beim baskischen Vorzeigevereins Athletic Bilbao angetreten. Nachdem er die kompletten Jugendabteilungen des Clubs durchlaufen hatte, folgte der Wechsel in die Tercera División zu CD Baskonia. Wie zahlreiche andere Athletic-Talente avancierte auch er dort zum Stammspieler. In der Folgezeit spielte er eine Klasse höher, in der Segunda División B für das U23-Team von Athletic.
Sein Debüt für Bilbao gab Susaeta bei der 1:3-Niederlage beim FC Barcelona am 2. September 2007, wo er gleich das einzige Tor seiner Mannschaft erzielte und am Ende der Primera División 2007/08 auf 29 Einsätze und vier Tore zurückblicken konnte. Seitdem gehörte er zum festen Stamm der ersten Mannschaft. Nach Tabellenrang acht im Jahr 2010 qualifizierte er sich mit Athletic Bilbao durch einen sechsten Platz 2010/11 für die UEFA Europa League 2011/12. Dort erreichte Susaeta mit seinem Klub nach Siegen u. a. über Manchester United, den FC Schalke 04 und Sporting Lissabon das Finale des Europapokals, unterlag im Endspiel jedoch Atlético Madrid.
Nach 12 Jahren bei den Profis von Bilbao verließ er den Verein nach der Saison 2018/19 nach über 370 Erstligaspielen. Nach zwei Monaten ohne Verein wechselte er im September 2019 nach Japan zu Gamba Osaka. Er beendete 2021 seine Karriere in Australien.